# 科索沃波列市镇
科索沃波列市镇（羅馬化：Opština Kosovo Polje），是科索沃普里什蒂納區的一个市镇，行政中心为科索沃波列。市镇面积为83平方公里，人口数量为34,827人（2011年）。